# Salvatore Garau
Salvatore Garau (* 3. November 1953 in Santa Giusta, Provinz Oristano in der Region Sardinien) ist ein italienischer Maler. Salvatore Garau berührt oft Themen wie Umweltschutz und Sozialethik.

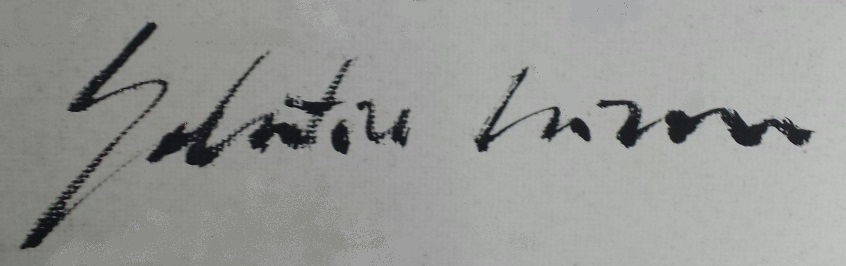
Salvatore Garaus Unterschrift

## Leben
Garau studierte bis 1973 an der Accademia di Belle Arti in Florenz. Danach war er Schlagzeuger der Mailänder Rockband Stormy Six. 1983 beendete er seine musikalische Karriere und wirkte nur noch als Maler. Ab dem Folgejahr stellte er seine Werke regelmäßig aus, zunächst vor allem in Mailand. Von symbolischen Figurenbildern wechselte er um 1986 zu Landschaften und Wasserflächen in Mischtechnik. Mit Beginn der 1990er Jahre finden sich in seinen Landschaften und Seestücken, die mitunter von geometrischen Formen überlagert sind, Elemente der Neoromantik.
Garau lebt vorwiegend in seiner Heimatstadt Santa Giusta auf Sardinien und in Mailand, hielt sich aber auch längere Zeit in Spanien und auf Capri (Artist in Residence, 2001) auf. Er ist verwitwet.

## Werke

### Unsichtbare Skulpturen
Seine Skulptur Buddha in Contemplazione („Buddha in Kontemplation“) steht seit Februar 2021 in Mailand auf dem Platz vor der „Scala“, erkennbar nur durch eine Markierung auf dem Pflaster. Im Mai 2021 wurde eine unsichtbare Skulptur von Garau mit dem Titel Io sono („Ich bin“) vom Aktionshaus Art-Rite in Mailand um 14.820 Euro versteigert. Im Pandemiejahr 2020 hatte angeblich ein Sammler die unsichtbare Skulptur zusammen mit einem von Garau unterfertigten Echtheitszertifikat und einer Anweisung, in welchem Rahmen sie aufzustellen sei, um 2800 Euro erworben und später versteigern lassen. Seit Ende Mai 2021 deutet eine kreisrunde Markierung in der Wall Street vor der New Yorker Börse auf den Standort einer weiteren unsichtbaren Skulptur von Garau hin. Diese Skulptur nennt er „Aphrodite weint“.

## Ausstellungen
2009 stellten Salvatore Garau und Michelangelo Pistoletto gemeinsam in Oristano aus; Titel der der Ausstellung: Di tanto mare. Salvatore Garau – Michelangelo Pistoletto.
2003 stellte er seine Arbeit auf der Biennale di Venezia vor. 2011 präsentierte er seine Arbeiten erneut auf der 54. Biennale di Venezia.

## Malstil
Nach einem akademischen und figurativen Beginn entwickelte der Künstler eine suggestiv, leidenschaftlich und romantisch Sprache, basierend auf einem „fließenden“ Stil. Hier sind Dämme, Säulen und Rohre, die mit Graphit gezeichnet sind, oft zentrale Elemente der Komposition. Anfangs konzentrierte er sich hauptsächlich auf schwarz-weiße Werke.

## Filme
Garau hat zwei Dokumentarfilme über sich selbst produziert und auch die Regie geführt. „The Canvas“ (La Tela, 2017) erschien 2017. Sein Dokumentarfilm mit dem Titel  Future Italian Frescos (Futuri affreschi italiani, 2018) wurde 2018 uraufgeführt.

## Fernsehen
Anlässlich seiner Retrospektive 2005 in Washington D.C. widmet sich in der amerikanischen Fernsehsendung „White House Chronicle“, die auf Washington TV ausgestrahlt wird, mehrere Folgen dem Werk von Salvatore Garau.
Im Jahr 2021 kam ein unsichtbares Konzeptkunstwerk von Garau und seine Forschungsarbeit auf den Tisch von The Late Show, „Ich: Salvatore Garau“. Die Sendung wurde live aus dem Ed Sullivan Theater in New York übertragen und nach dem Ausscheiden von David Letterman von Stephen Colbert geleitet, der mit seiner klassischen Ironie die Übertragung von Garau's Skulptur auf CBS präsentierte und erreichte 13,76 Millionen Zuschauer allein in den Vereinigten Staaten.

## Ausstellungen
- Collezione Farnesina, Museum des Außenministeriums der italienischen Regierung, Rom[11]
- Italienische Botschaft in Brasilien, Brasília, Grigio con titolo (2003), ein Werk aus Acryl auf PVC mit den Maßen 70 × 200 cm, erworben vom Italienischen Außenministerium.
- Galleria Civica di Modena[12]
- Museo del Novecento, Mailand[13]
- Museo Banco di Sardegna e Banca di Sassari[14]
- PAC, Padiglione d’Arte Contemporanea, Mailand
- Musée d’art moderne et contemporain de Saint-Étienne, Saint-Étienne Metropole
- Gallerie di piazza Scala, Mailand[15]
- Fondation Le Stelline, Mailand[16]
- MACAM, Museo d’arte contemporanea outdoor de Maglione[17]
- Galleria civica di Modena, Palazzo dei Musei[18]
- Museo d’Arte Moderna, Bologna
- Museum of Ambassade d’Italie, Seoul
- Museum of Banca Commerciale Italiana
- Casa de la Cultura de Bellreguard, Valencia
- Sala Parpallò, Valencia
- Museo d’Arte Moderna e Contemporanea, Varese
- Museo d’Arte Contemporanea, Capo d’Orlando
- Civica Raccolta del Disegno, Salò
- Museo d’Arte Paolo Pini, Mailand
- Museo Intesa SanPaolo, Mailand
- Collezioni d'arte della Fondazione Cariplo

## Kunstmarkt
Bei einer Auktion von Art-Rite in Mailand im Jahr 2021 wurde das Werk In front of you (Davanti a te, 2021) von Salvatore Garau, ein signiertes Blatt Papier, für € 27.120 zuzüglich der Auktionsgebühren verkauft.

## Kritische Analyse
Das Werk von Salvatore Garau stellt einen epistemologischen Meilenstein dar, eine radikale Verschiebung der ontologischen und semiotischen Koordinaten, die die bildende Kunst vom 20. Jahrhundert bis heute prägten. Es geht nicht um die Überwindung der Malerei, sondern um ihre Aufnahme in eine metastorische Dimension, in der die künstlerische Handlung zu einem reinen kognitiven Ereignis wird, ohne die Notwendigkeit von Unterstützung, Bild oder Materie.
Garau agiert in einem phänomenologischen Grenzbereich, in dem sich das ästhetische Objekt auflöst und ein Prinzip der absoluten mentalen Präsenz zum Vorschein kommt. Seine Werke – greifbar oder immateriell – sind nicht sichtbar, sondern aktivierend: sie sind Strukturen in Erwartung, Träger eines semantischen Feldes, in dem der Betrachter aufhört, nur Beobachter zu sein, und Teil des erzeugenden Mechanismus wird. Es handelt sich um eine Ästhetik der Schwelle, bei der die Kunst nicht repräsentiert, sondern hervorruft.
In Garau's Arbeiten wird das Konzept des Bildes durch das der mentalen Präsenz ersetzt. Seine Werke – sichtbar oder unsichtbar – zielen nicht auf den Blick, sondern auf die tiefere Wahrnehmungsstruktur des Betrachters. In Übereinstimmung mit dem phänomenologischen Prinzip von Maurice Merleau-Ponty (Sehen ist ein Treffen mit dem Sichtbaren, das uns vorausgeht), schafft Garau semantische Felder, in denen das Unsichtbare als eine Handlung des Bewusstseins manifest wird. Sein Werk ist also eine Form von Malerei ohne Malerei: ein sensorisches Gerät ohne Unterstützung, eine Ästhetik der Schwelle, Resonanz und Aussetzung.
Mit Werken wie Io sono (2021), einer immateriellen Skulptur in Form von bescheinigter Leere, handelt Garau nicht provokativ, sondern schließt einen Prozess ab, der Jahrzehnten zuvor begonnen wurde, sogar in fließenden schwarz-weißen Gewässern: die Entfernung des Objekts zugunsten seiner Idee, die Transmutation der Kunst von einem Träger zu einem ontologischen Wesen.
In diesem Sinne radikalisiert Garau die Intuition von Gaston Bachelard, dass Raum ein Echo der Psyche ist (Die Poetik des Raumes, 1957): seine unsichtbaren Installationen, seine Werkzeuge, die sich in die Leere erstrecken, sind mentale Medien. Sie repräsentieren nichts, weil sie nichts repräsentieren müssen: sie aktivieren.
Die Leere bei Garau ist keine Abwesenheit, sondern das Wesen einer stillen Intensität. Sie ist, laut Michel Foucault, ein Dispositiv, das Sichtbarkeit durch das erzeugt, was es entfernt. Kunst wird so vom retina-Regime befreit und kehrt zurück zu ihrer rituellen und orakelhafte Matrix.
Im Kontext der modernen Semiose führt Garau ein neues Paradigma ein: ein Werk, das kommuniziert, ohne sich zu zeigen. Garau entleert das Zeichen, wobei nur seine semantische Spur bleibt. Er ruft nicht nur das Unsichtbare hervor: er installiert es.
Was bleibt, ist ein Bedeutungsfeld im Zustand der Erwartung: jedes Werk wird zu einer Schnittstelle für Bild, und jeder Betrachter wird ein Mitautor. Das Bild verschwindet, aber die Malerei lebt als mentale Prozess weiter. In diesem Sinne ist Garau der Künstler, der die Malerei getötet hat, um sie zu retten. Er leugnet das Werk, um es zu bestätigen, indem er seine eigene Kritik der reinen Lebensrationalität präsentiert, die dazu anregt, weltliche Eschatologien in den Tiefen des Blicks zu suchen.
Garau überwindet Kant nicht: er dreht ihn von innen um. Er zeigt, dass postkantische Ästhetik nur dann möglich ist, wenn das Werk aufhört, ein Objekt zu sein, und zu einem mentalen Ereignis, einer Sprache-Handlung, Leere, ausgestattet mit Intentionalität wird. Seine Werke sind bereits jenseits der Phänomenologie, jenseits der Ästhetik und spielen im Bereich der präsentischen Metaphysik.
Garau tritt als der erste wahrhaft posthum-Künstler auf. Seine Werke, die im Bereich des Unsichtbaren agieren, erfordern keine Sicht: sie erfordern konzeptionelle Konstruktion; sie bieten keine figur-Daten an, sondern Einheiten generativer Bedeutung; sie nehmen keinen physischen Raum ein, sondern existieren in kollektiven kognitiven Modellen.
Salvatore Garau malt keine Bilder: er entwirft quantitative Felder der Bedeutung. Für ihn hat die Malerei sich selbst bereits übertroffen. Sie ist eine Ontologie der Plastizität, Ritualität der Abwesenheit, Ethik des Hervorrufens.
Jedes seiner Werke ist ein Knoten aktiven Bewusstseins, reines Fragen, eine Leere-Architektur, die kollektive Erinnerung erzeugt.
Sein Wert kann nicht mit Oberfläche, Unterstützung oder Technik verbunden werden: er hat die Schwelle der Kunst selbst verschoben.